# Sycopsis sinensis
Sycopsis sinensis là một loài thực vật có hoa trong họ Hamamelidaceae. Loài này được Oliv. miêu tả khoa học đầu tiên năm 1890.